# Flashlight (Kasia Moś)
Flashlight è un singolo della cantante polacca Kasia Moś, pubblicato il 10 marzo 2017.
È stato scritto e composto dalla stessa interprete assieme a Pete Baringger e Rickard Bonde Truumeel.
Il 18 febbraio 2017 Kasia ha partecipato a Krajowe Eliminacje 2017, il programma di selezione polacco per l'Eurovision, cantando Flashlight in sesta posizione su dieci partecipanti. Kasia ha ottenuto un massimo di 10 punti da tutti e cinque i giurati, ma è arrivata seconda nel televoto, dietro a Faces di Carmell. Tuttavia, grazie agli insufficienti voti della giuria per la canzone di Carmell, con 19 punti su 20 Kasia è stata proclamata vincitrice del programma e rappresenterà la Polonia all'Eurovision Song Contest 2017. Ha cantato nella seconda metà della prima semifinale del 9 maggio, dove si è battuta con altri 17 artisti per uno dei 10 biglietti per la finale del 13 maggio.

## Classifiche
| Classifica (2017) | Posizione massima |
| ----------------- | ----------------- |
| Polonia           | 55                |